# LiveCD

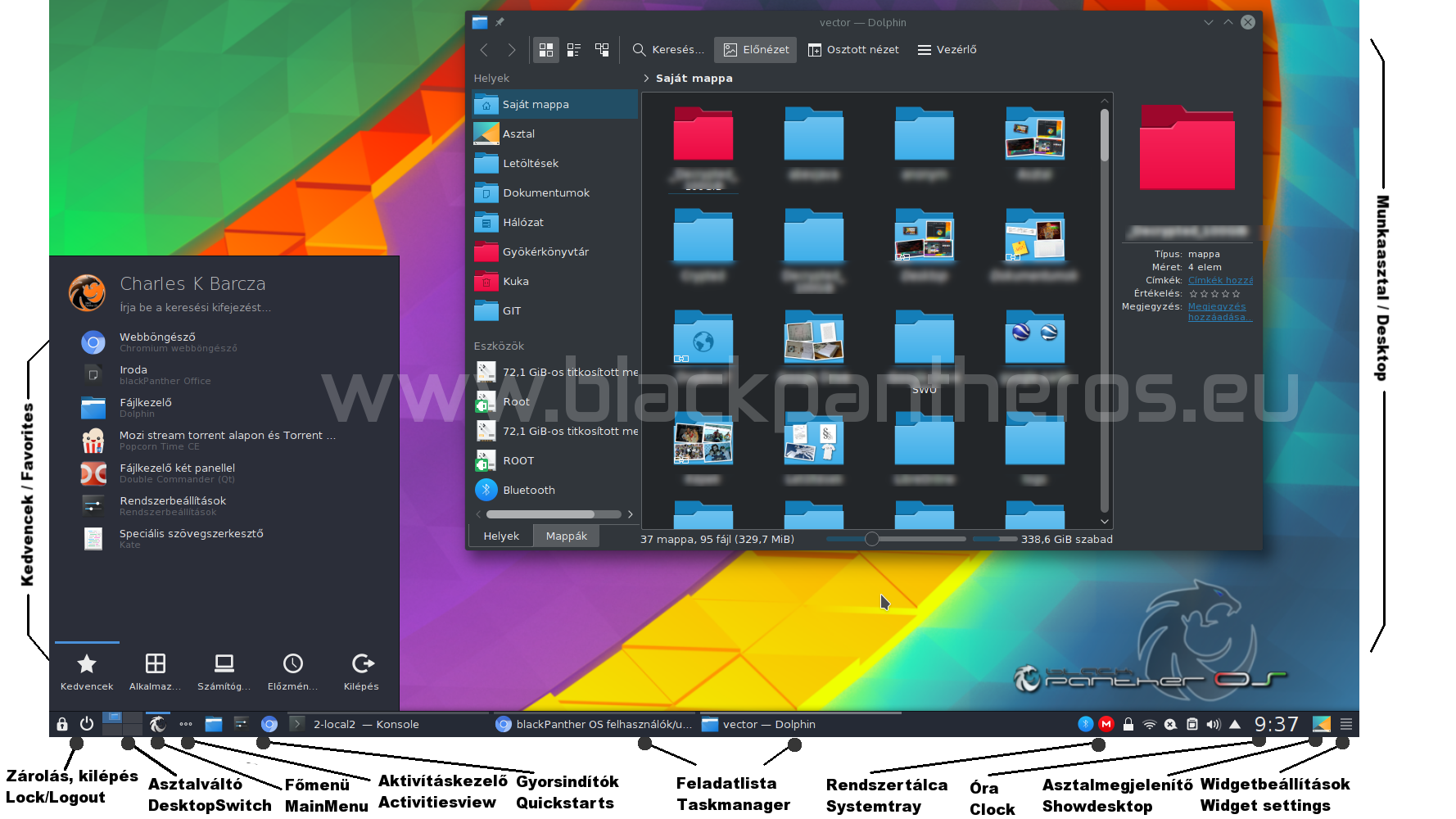
A magyar blackPanther OS Live CD asztala

A LiveCD (és a LiveDVD) egy teljes operációs rendszert (leginkább linuxot) tartalmazó optikai vagy memória alapú adathordozó (például CD, DVD, vagy pendrive), ami elsősorban a rendszer kipróbálására szolgál, és ehhez nem is kell telepíteni a számítógépre. Ezzel együtt a telepítésre is lehetőséget ad. A rendszer a lemezről indítható és azokkal a programokkal lehet használni, amelyeket beleintegráltak.
Az operációs rendszer magától nem települ fel a számítógépre, így a gép merevlemezén található más operációs rendszer, és az adatok is sértetlenek maradnak. Viszont a Live CD-ről indított rendszerből hozzáférhetünk a merevlemezen lévő adatokhoz és adott esetben szerkeszthetjük, másolhatjuk vagy törölhetjük is őket.
A Live CD beszerzéséhez a megfelelő helyről le kell tölteni egy ISO képfájlt, és kiírni egy adathordozóra. A rendszer elindításához az szükséges, hogy az adathordozó legyen gépünkön az elsődleges bootolási eszköz. A Live CD-k mindent a memóriába csomagolnak ki és onnan futtatják azt. A Live CD-k tartalma nagyrészt megegyezik a telepített rendszerével. Általában automatikusan megkeresik és felismerik a számítógépben található hardverelemeket és az internetkapcsolatot. A Live CD használata nem okoz bajt a számítógépben, mert ha kivettük a lemezt, újraindítás után minden az eredeti állapotba kerül.